# Alma Thorpe
Alma Thorpe (geboren 1935 in Melbourne als Alma Beryl Brown) ist eine australische Aborigine-Aktivistin. Sie ist zusammen mit ihrer Mutter Edna Brown und Bruce McGuinness Mitgründerin des Victorian Aboriginal Health Service (VAHS).

## Leben
Thorpe wurde mitten in der Great Depression in Australien 1935 in Melbourne geboren. Ihre Familie lebte in einem Vorort namens Fitzroy, der damals einem Slum glich. Sie gehört dem Stamm der Gunditjmara an. Ihre Mutter Edna Brown wurde 1932 im Alter von 15 Jahren aus dem Reservat Framlingham vertrieben und engagierte sich in der Gemeinschaft von Fitzroy. Unter anderem gründete sie einen Notfonds für die Begräbnisse von Aborigines, die damals aus Geldmangel oft in Armengräbern bestattet werden mussten. Ihr Vater James Brown war ein schottischstämmiger Australier in zweiter Generation, der für die Victorian Railways arbeitete. Er war Kommunist.
Thorpe verließ die Schule bereits mit 12 und begann in einer Schuhfabrik zu arbeiten. Mit 18 heiratete sie und zog nach Yallourn. In den 1960ern trennte sie sich von ihrem Mann und kehrte nach Melbourne zurück, wo sie mit ihren sieben Kindern lebte und als Bedienung arbeitete.
Nach ihrer Rückkehr begann sie sich politisch in der Aborigines-Bewegung zu betätigen und folgte unter anderem Geraldine Briggs und Margaret Tucker in ihrem Kampf für die rechte der Aborigines. 1972 beteiligte sie sich an der Zelt-Botschaft. 1973 gründete sie mit ihrer Mutter und Bruce McGuinness den Victorian Aboriginal Health Service (VAHS), einen Gesundheitsdienst für Aborigines in Victoria. Das Programm war an das Barfußärzte in China angelehnt. Alma Thorpe konnte sich von dieser Praxis bei von ihren kommunistischen Kontakten organisierten Besuchen in China überzeugen. Sie galt als maßgebliche Ideengeberin. Zusätzlich half sie bei der Etablierung ähnlicher Gesundheitsdienste sowie der Dachorganisation National Aboriginal and Islander Health Organisation (NAIHO). Sie gehörte außerdem dem  Victorian Aboriginal Community Controlled Health Organisation (VACCHO) und machte Lobbyarbeit für die Aboprigines sowohl auf Staats- als auch auf Bundesebene.
Sie gründete außerdem den Yappera Children's Service für Kindererziehung sowie einen Jugend- und einen Sportclub, aus dem die Vereinigung Aboriginal Youth Sport and Recreation (MAYSAR) hervorging.
Sie ist heute Elder in Residence am Institut für Koorie Education an der Deakin University und weiterhin im Vorstand von MAYSAR.

## Ehrungen
2011 wurde sie in die Aboriginal Honour Roll der First People des State Government of Victoria aufgenommen. Zudem ist sie lebenslanges Mitglied der Aborigines Advancement League (AAL).

## Privatleben
Insgesamt hat Alma Thorpe sieben leibliche und zwei Adoptivkinder. Ihre Enkelin Lidia Thorpe wurde die erste Aborigine, die in das Parlament von Victoria gewählt wurde und auch die erste Senatorin von Victoria mit Aborigine-Hintergrund.